# Paniekzaaiers (film)
Paniekzaaiers is een Vlaamse film uit 1986 van regisseur Patrick Lebon. Het was de tweede bioscoopfilm met in de hoofdrol het komische duo Gaston en Leo. Regisseur Lebon schreef het scenario voor de film samen met Paul Koeck. De film trok zo'n half miljoen bezoekers en is tot op heden een van de succesvolste Belgische filmproducties aller tijden.

## Verhaal
Gaston en Leo zijn actief bij de motorbrigade van Antwerpen. Maar hun geklungel wordt niet langer geapprecieerd. De twee worden gedegradeerd tot eenvoudige wijkagenten. Wanneer ze een gevaarlijke vrouwenontvoerder en diens handlanger op het spoor zijn komt het tweetal al gauw weer in de gratie. Alvorens ze hun speurtocht kunnen afronden, moeten ze aan de aandacht van hun echtgenotes ontglippen.

## Rolverdeling
| Acteur                | Personage                     |
| --------------------- | ----------------------------- |
| Gaston Berghmans      | Gaston                        |
| Leo Martin            | Leo                           |
| Janine Bischops       | Janine                        |
| Marilou Mermans       | Marilou                       |
| Chris Cauwenberghs    | Max                           |
| Paul-Emile Van Royen  | inspecteur Jansens            |
| Bernard Verheyden     | Speurder                      |
| Luk Wyns              | Verdwaalde chauffeur          |
| Nancy Dee             | Nancy Dee                     |
| Yvonne Verbeeck       | Burgemeester                  |
| Peter Van den Begin   | Assistent van de burgemeester |
| Jan Van Dyke          | Rufus                         |
| Frank Aendenboom      | Politie-officier              |
| Koen Crucke           | Orkestleider                  |
| Mitta Van der Maat    | Prostituee                    |
| Werther Vander Sarren | Chauffeur                     |
| Camilia Blereau       | Non                           |
| Jacky Lafon           | Verpleegster                  |
| Walter Rits           | Slager                        |
| Jan Moonen            | Commissaris                   |

## Trivia
- De opnames vonden plaats in Antwerpen, Fort 5 in Edegem en op locaties aan de Belgische Kust.
- Regisseur Patrick Lebon en scenarist Paul Koeck hebben een kleine cameo. Ook Robbe De Hert, de regisseur van Zware jongens (1984), heeft een gastrol in de film. De Hert had ook een gastrol in Flodder, een andere, Nederlandstalige kaskraker uit 1986.